# Back
Back es el álbum debut de la banda Mexicana The Spiders. En 1969 grabaron lo que muchos consideran su mayor éxito: Back, citado por la revista Rolling Stone como uno de los 25 mejores discos del rock latino. En 1970 se presentaron en la televisión de la Ciudad de México para dar promoción a dicho álbum y su respectivo sencillo. El álbum cuenta con 13 canciones en las cuales puede apreciarse el "viejo sonido" de esta banda el cual se asimilaba más al Rock psicodélico tomando como base el Blues. El sencillo con la canción Back en 1970, fue una de las canciones más tocadas en la radio mexicana, incluso antes de Nasty sex de La Revolución de Emiliano Zapata, la canción compuesta por Tony Vierling a los 14 años catapultó a la banda al éxito, no sólo a nivel nacional, brillaron también en Estados Unidos, Alemania y Japón. En cuanto a influencias del hard rock, aún son muy vagas, con ciertas reminiscencias de Steppenwolf, pero con más virtuosismo, también llegando a tener similitudes con Procol Harum por vía del órgano de Servando Ayala y con Quicksilver Messenger Service, Country Joe and the Fish y H.P. Lovecraft por la guitarra de Reynaldo Velez "el Tucky".

## Lista de canciones
1. "Thought (A Song)" - 00:41
2. "Something I Heard (Last Night)" - 3:16
3. "People Deceive" - 5:09
4. "On the Road" - 1:30
5. "Now" - 6:04
6. "It's You" - 4:04
7. "Back" - 4:14
8. "You Love Me" - 3:09
9. "I´m a Man" - 3:12
10. "Movin' Up" - 2:39
11. "Love is the Way" - 6:34
12. "Thought (Prayer)" - 00:54

## Miembros
- Tony Vierling Hernández - Voz y guitarra rítmica
- Reynaldo Díaz "el Tucky" Vélez  - Guitarra líder y armónica
- Manuel Olivera - Bajo
- Servando Ayala Bobadilla - piano y órgano
- Enrique Chaurand - Batería y percusiones

- Datos: Q16535285